# Vehicle amfibi

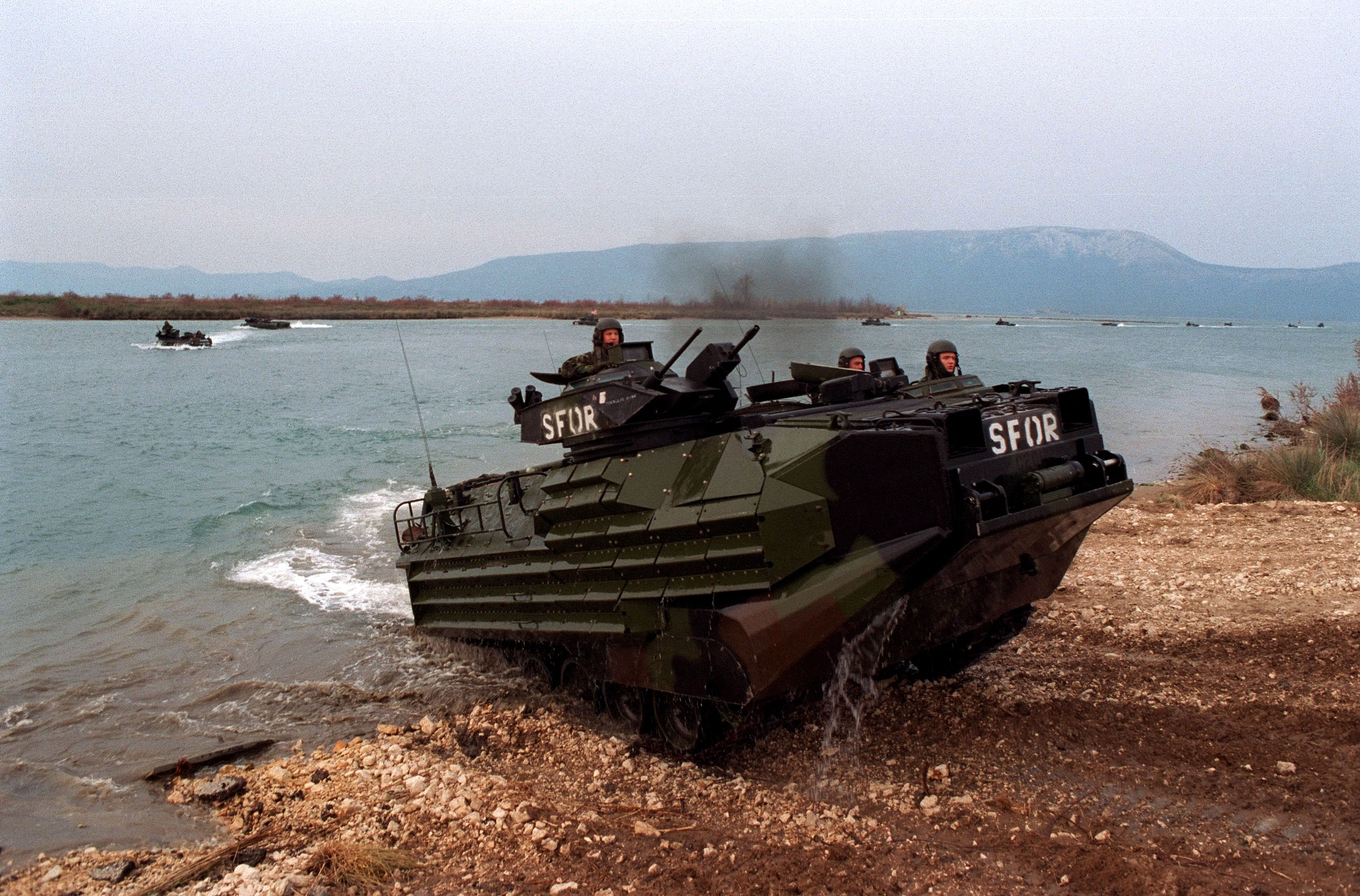
Un AAV-7A1 desembarca a Croàcia l'any 1998 durant una maniobra de l'SFOR realitzada pels Marines dels EUA.

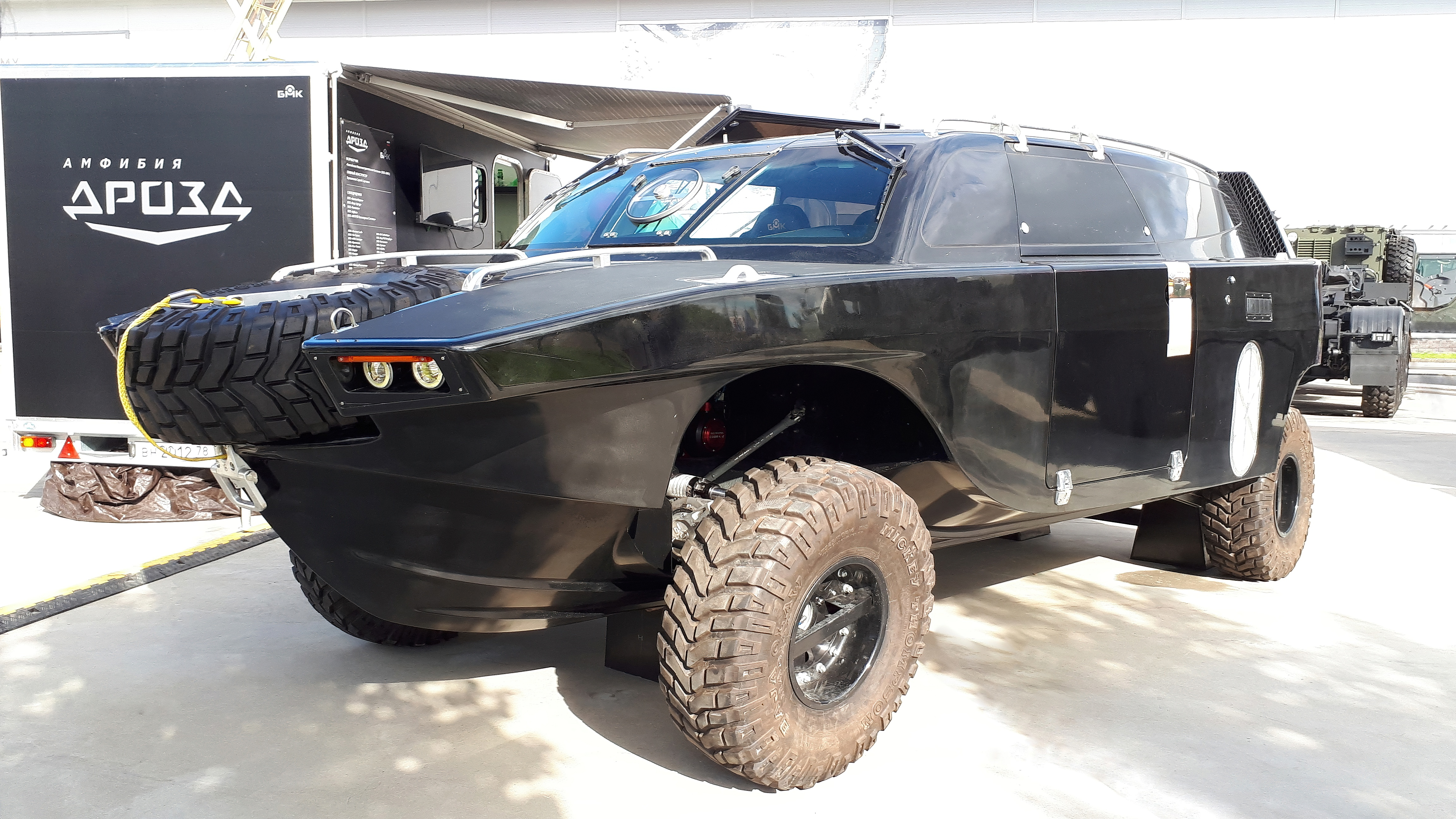
"Drozd" amfíbia vehicle a l'Exèrcit 2020 exposició.

Un vehicle amfibi és un transport apte per a moure's per terra i per aigua. Poden estar basats en múltiples vehicles: bicicletes, cotxes, camions, hovercrafts... i s'usen tant en aplicacions civils com militars.
La major part dels vehicles amfibis tenen finalitats bèl·liques, ja que són especialment útils per a fer desembarcaments o travessar rius, operacions tradicionalment molt complicades sense aquests ginys. Aquest tipus de vehicle tenen unes característiques diferencials respecte als vehicles convencionals: disposen de rodes/erugues i hèlixs, tenen un tub d'escapament enlairat, un frontal elevat, formes hidrodinàmiques…